# Tajmir-félsziget

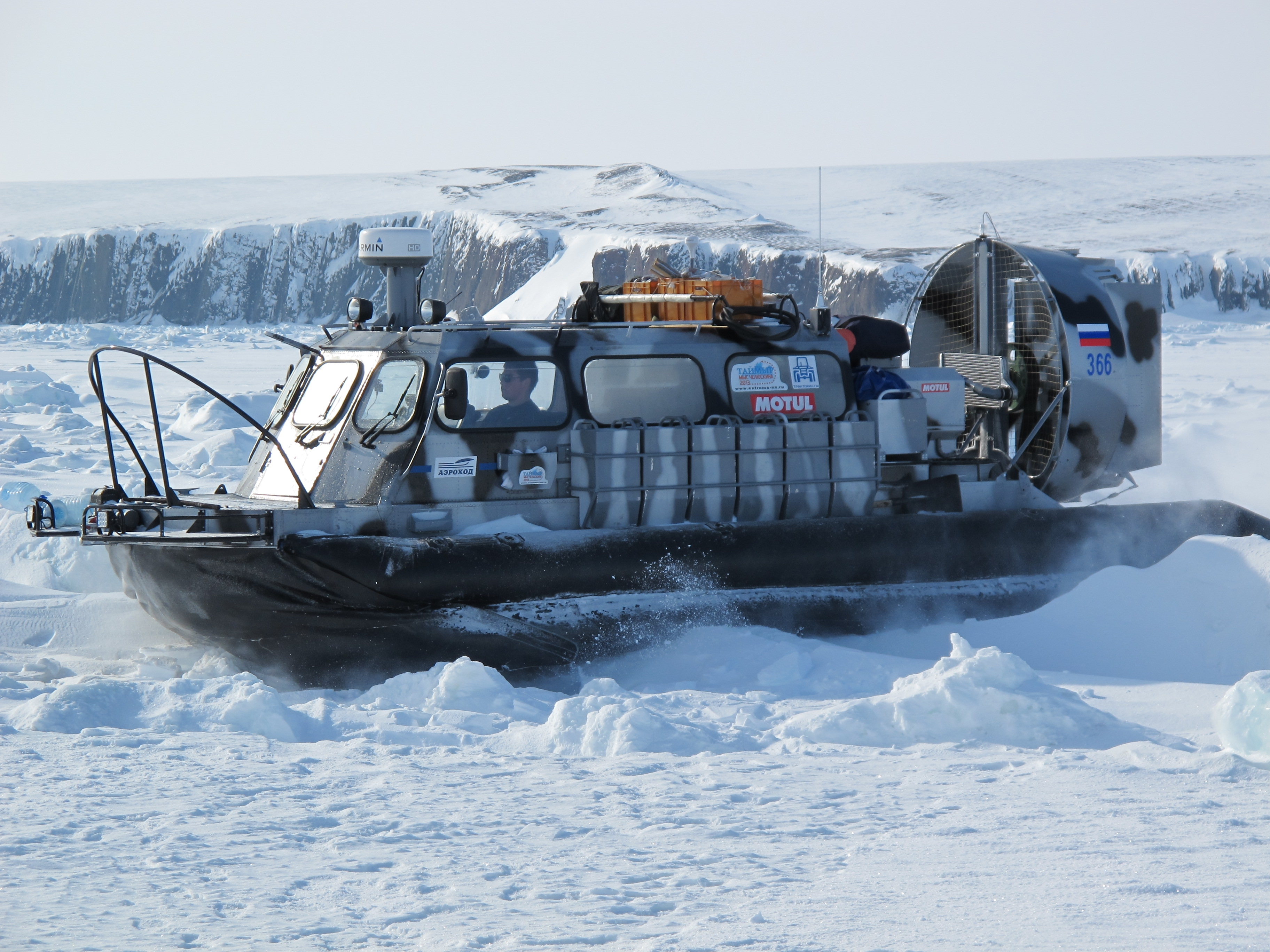
A Hivusz-10 expedíciós jármű a Tajmir-félszigeten 2013 áprilisában

A szibériai Tajmir-félsziget (oroszul: Таймы́рский полуо́стров [Tajmirszkij poluosztrov]) Ázsia szárazföldjének legészakibb csúcsa. Területe kb. 400 000 km². A Kara-tenger és a Laptyev-tenger között terül el. Északi partja tagolt. Északi és déli része alföld, középső részén húzódik a Birranga-hegység. Területét az örökfagy (permafroszt) uralja. A félszigeten éltek utoljára pézsmatulkok Észak-Amerikán kívül, de mintegy kétezer éve kihaltak. 1975-ben újratelepítették őket.